# 托馬斯·庚斯博羅
托馬斯·庚斯博羅（英語：Thomas Gainsborough，1727年5月14日（受洗日）-1788年8月2日）是一位英國肖像畫及風景畫家。他是皇家藝術研究院的創始人之一，曾為英國皇室繪製過許多作品，並與競爭對手約書亞·雷諾茲同為18世紀末期英國著名肖像畫家。

## 生平

### 早年
托馬斯·庚斯博羅出生於英國薩福克郡的薩德伯里，他是其父約翰·庚斯博羅，一個薩福克郡的紡織工人的幼子。13歲時托馬斯·庚斯博羅就展現出非同一般的繪畫天賦，於是在1740年，其父准許他前往倫敦學習藝術。在倫敦，他的第一個導師是雕刻師休伯特·格拉夫洛特，但是後來轉到了威廉·賀加斯門下。

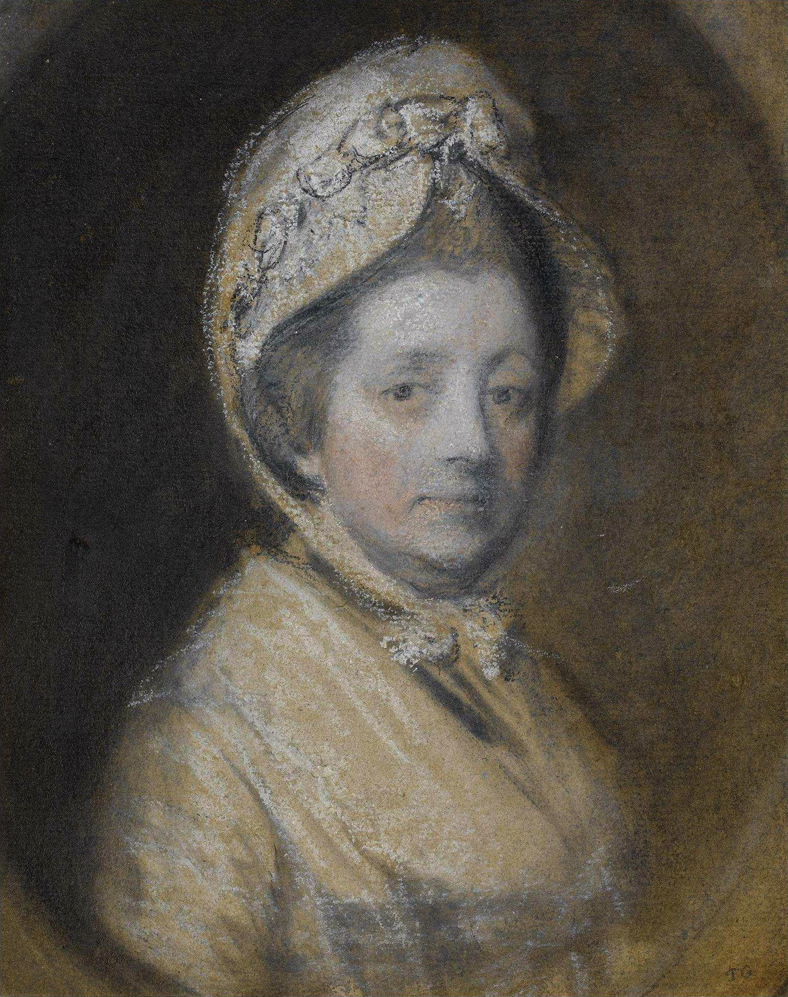
Margaret Burr（玛格丽特·伯尔）（1728年–1797年），庚斯博羅的妻子，作於1770年代早期

1746年，庚斯博羅娶博福爾公爵的女兒Margaret Burr為妻，公爵本人贈予這對夫婦200法郎年金。庚斯博羅的作品主要是風景畫，並且銷路很好。1748年至1749年間，庚斯博羅回到了薩德伯里，專注於肖像畫。
1752年，他和家人，包括兩個女兒，一起搬到了伊普斯威奇。

### 在巴斯

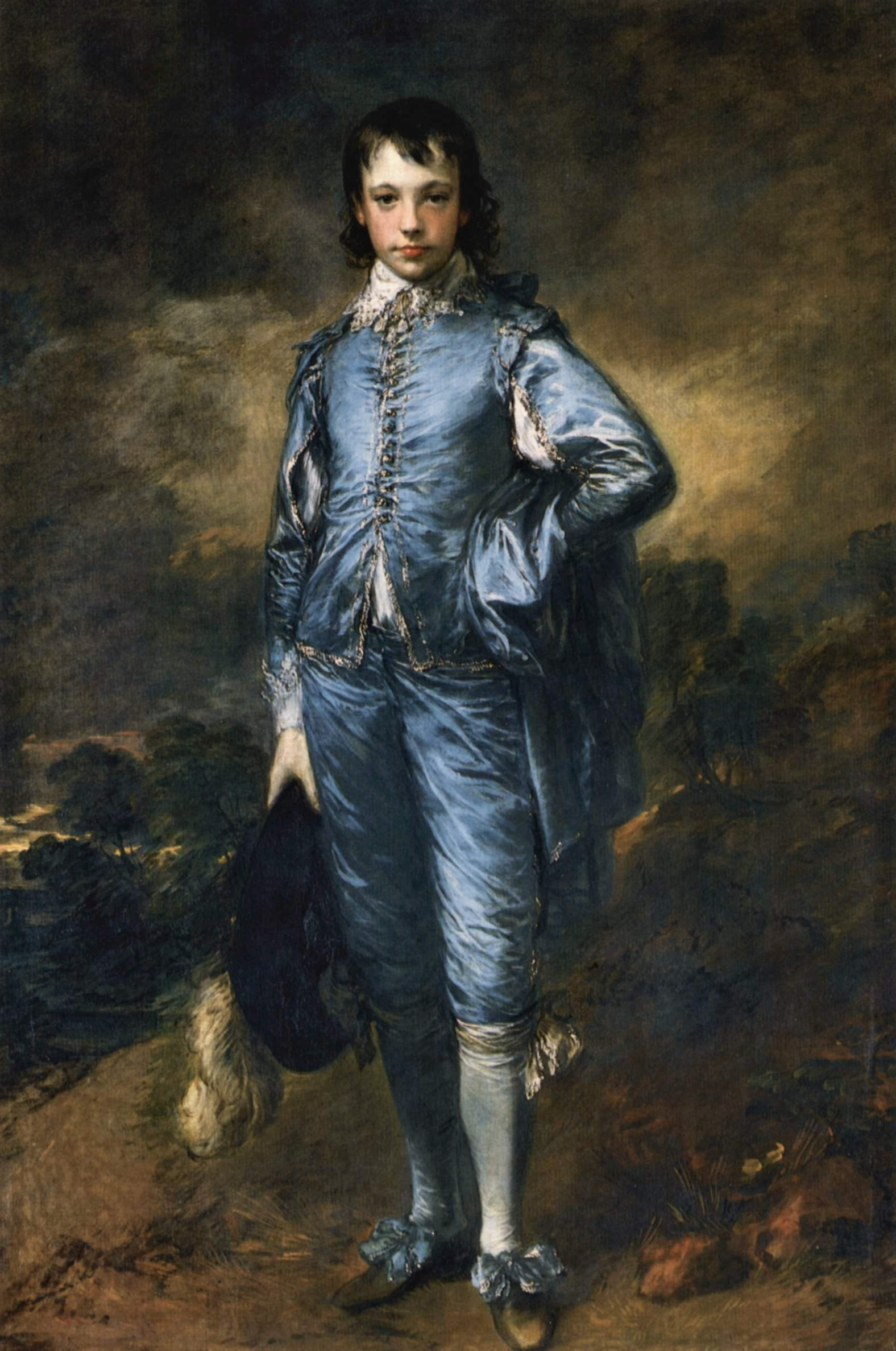
藍衣少年（1770年）

1759年，庚斯博羅一家再次搬遷至薩默塞特郡巴斯，居住在圓形廣場17號。在這裡他師從安東尼·范·戴克學習肖像畫，1761年他開始向倫敦的文藝學會（現皇家文藝學會）遞交作品，這些展覽使得他獲得了很大的聲望，并在1769年成為皇家藝術研究院的創始人。自1769年始，開始每年向皇家藝術研究院遞交作品，不過到1773年二者就分道揚鑣了。

### 在倫敦及晚年
1774年，庚斯博羅一家搬往倫敦，住在蓓爾美爾的Schomberg House。1777年，他再次開始在皇家藝術研究院展出作品，這種展覽一直持續了6年。

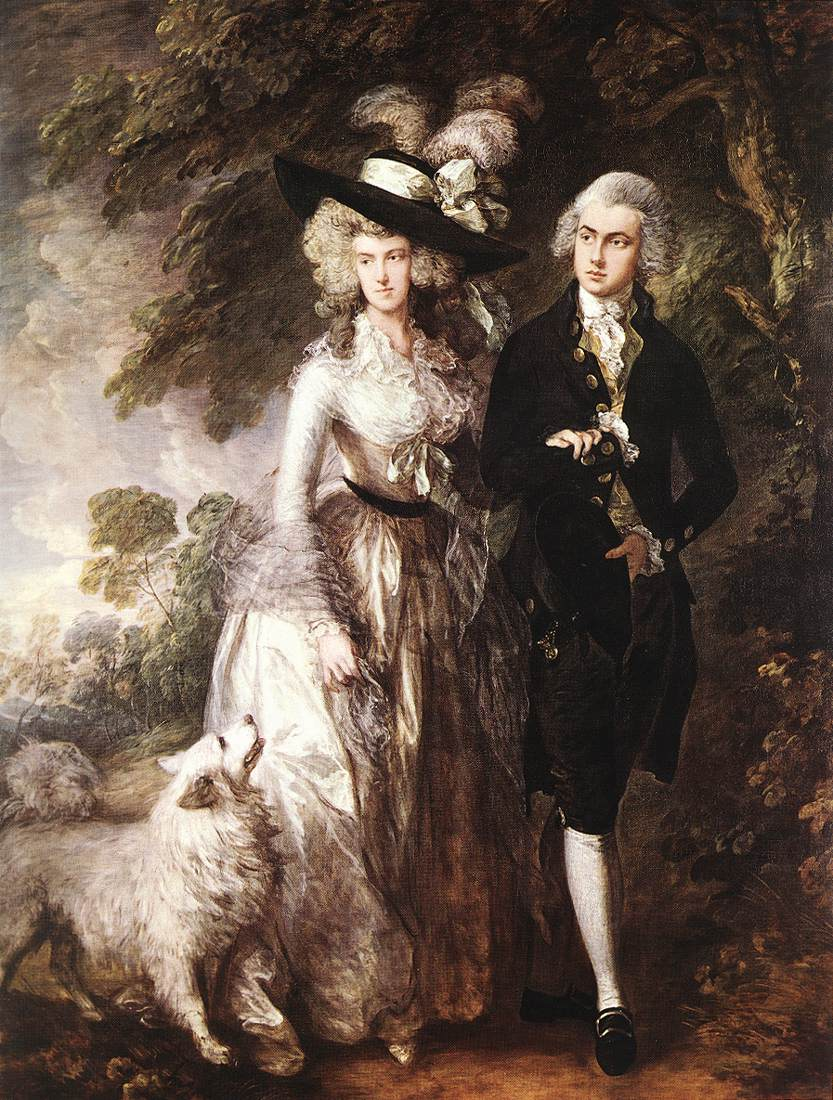
哈雷特夫婦（1785年）

1780年，他負責繪製了英王喬治三世和他的王后的肖像，并受到了一大筆皇室傭金。1783年，庚斯博羅再次撤回本來要在藝術學院展出的作品。
1784年，宮廷畫師艾倫·拉塞姆去世，英王將這一工作交給了庚斯博羅的競爭對手，皇家藝術研究院院長約書亞·雷諾茲。而庚斯博羅則繼續作為皇室最鍾愛的畫師之一為皇家繪畫。
庚斯博羅晚年常繪製一些簡單的風景畫，但同時他和約書亞·雷諾茲一起都是18世紀末期最著名的英國肖像畫家，同時也是18世紀英國風景畫派的創始人。。
1788年8月2日，庚斯博羅死於癌癥，死後依照生前意願葬在了邱的聖安妮教堂，他的墓碑在其好友约书亚·科尔比一側。邱现在还有一条庚斯博罗路（Gainsborough Road），用以纪念这位画家。

## 技藝

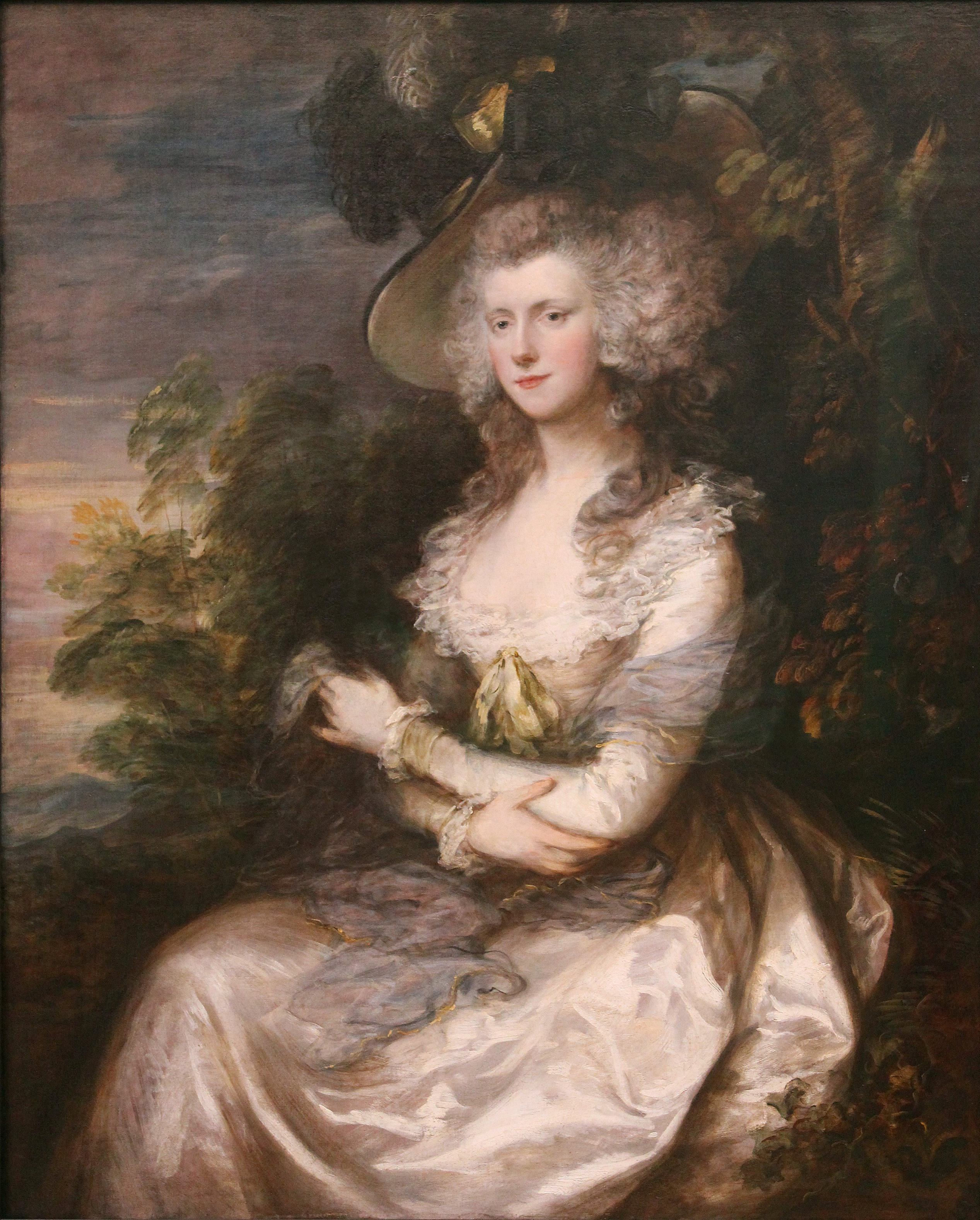
托馬斯·希伯特夫人（1780年代），新繪畫陳列館

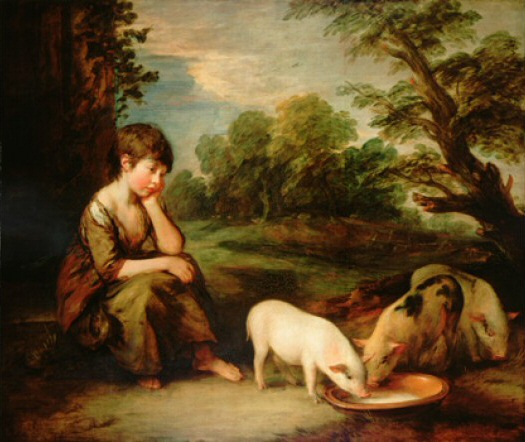
《女孩與豬》（1781-2）被約書亞·雷諾茲評爲庚斯博羅最好的作品

托馬斯·庚斯博羅以其驚人的繪畫速度而聞名，他更多的是採用自然觀察而不是嚴格的技巧，約翰·康斯特勃曾說：
|  | 看著他的畫，我們就會感到眼中有淚水，卻不知是從何而來 |

約書亞·雷諾茲認爲《女孩與豬》（Girl with Pigs）是庚斯博羅最好的作品。2011年庚斯博羅的爲“里德女士”（Miss Read）肖像畫由邁克爾·皮爾森，第4代考雷德子爵以650萬英鎊的價格售出。
現在唯一可查知的庚斯博羅的助手是他的外甥庚斯博羅·杜邦。

## 相關創作
- 1945年的電影《風流貴婦》中塞西爾·凱拉韋扮演托馬斯·庚斯博羅，這是一部關於庚斯博羅的虛構電影。
- 在奇想樂團1971年專輯Muswell Hillbillies的歌曲20世紀的男人中，雷·戴維斯表示托馬斯·庚斯博羅是他最欣賞的畫家之一。

## 作品

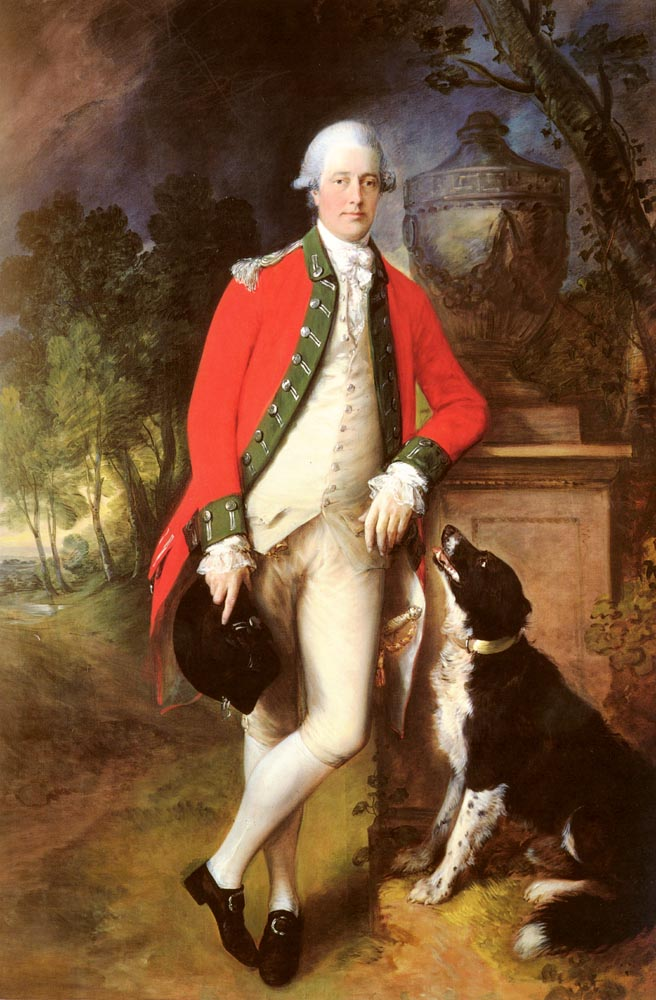
約翰·布洛克上校（約1780年）
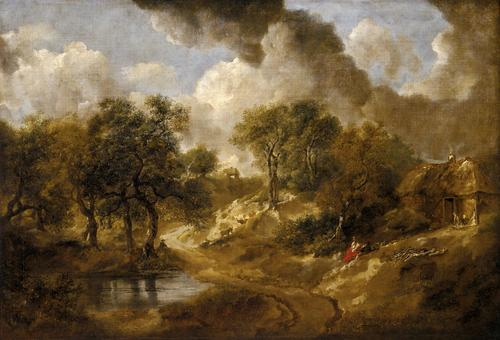
薩福克風景（1748年），藝術史博物館
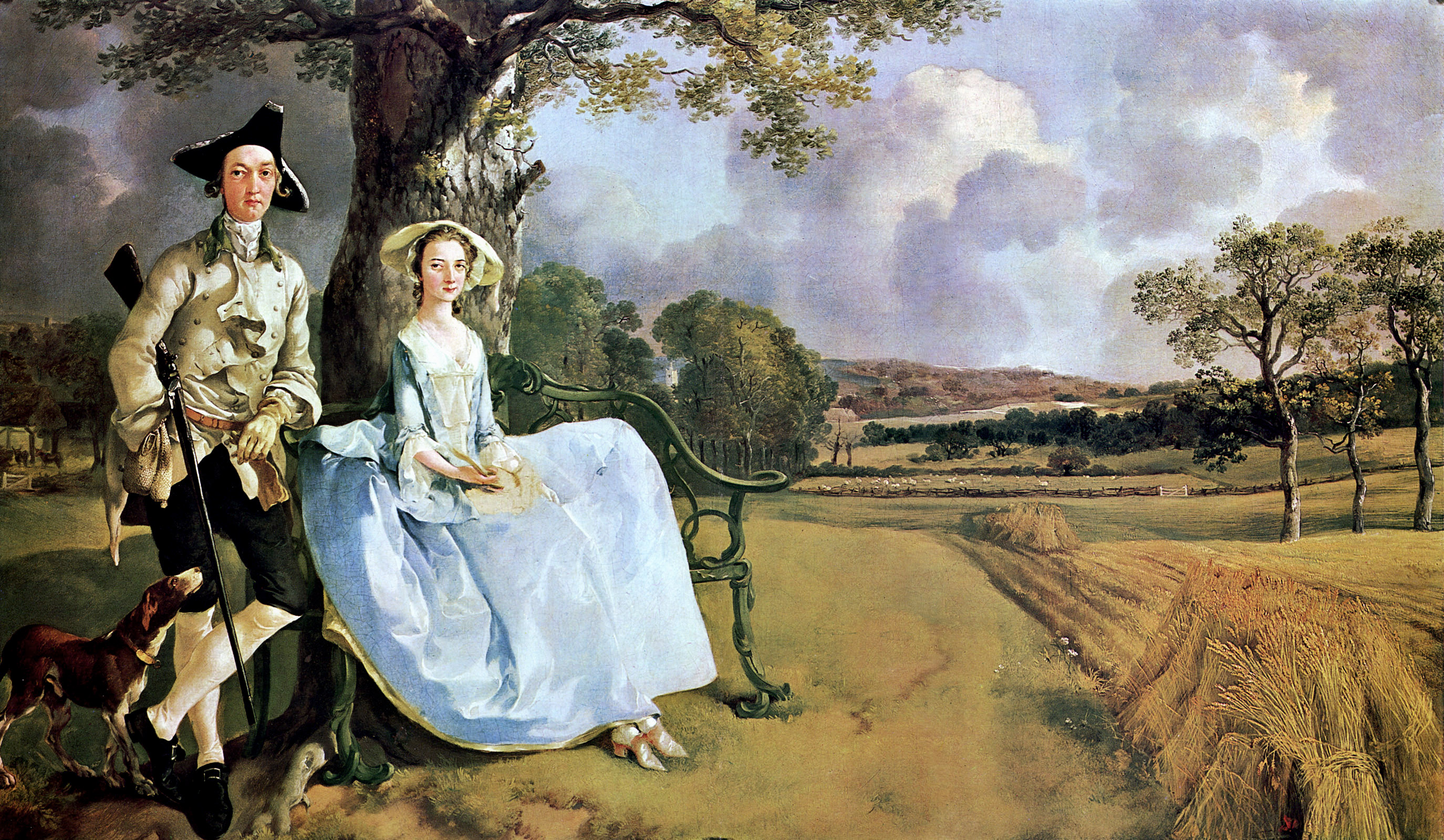
安德魯斯夫婦（約1748年–1750年）
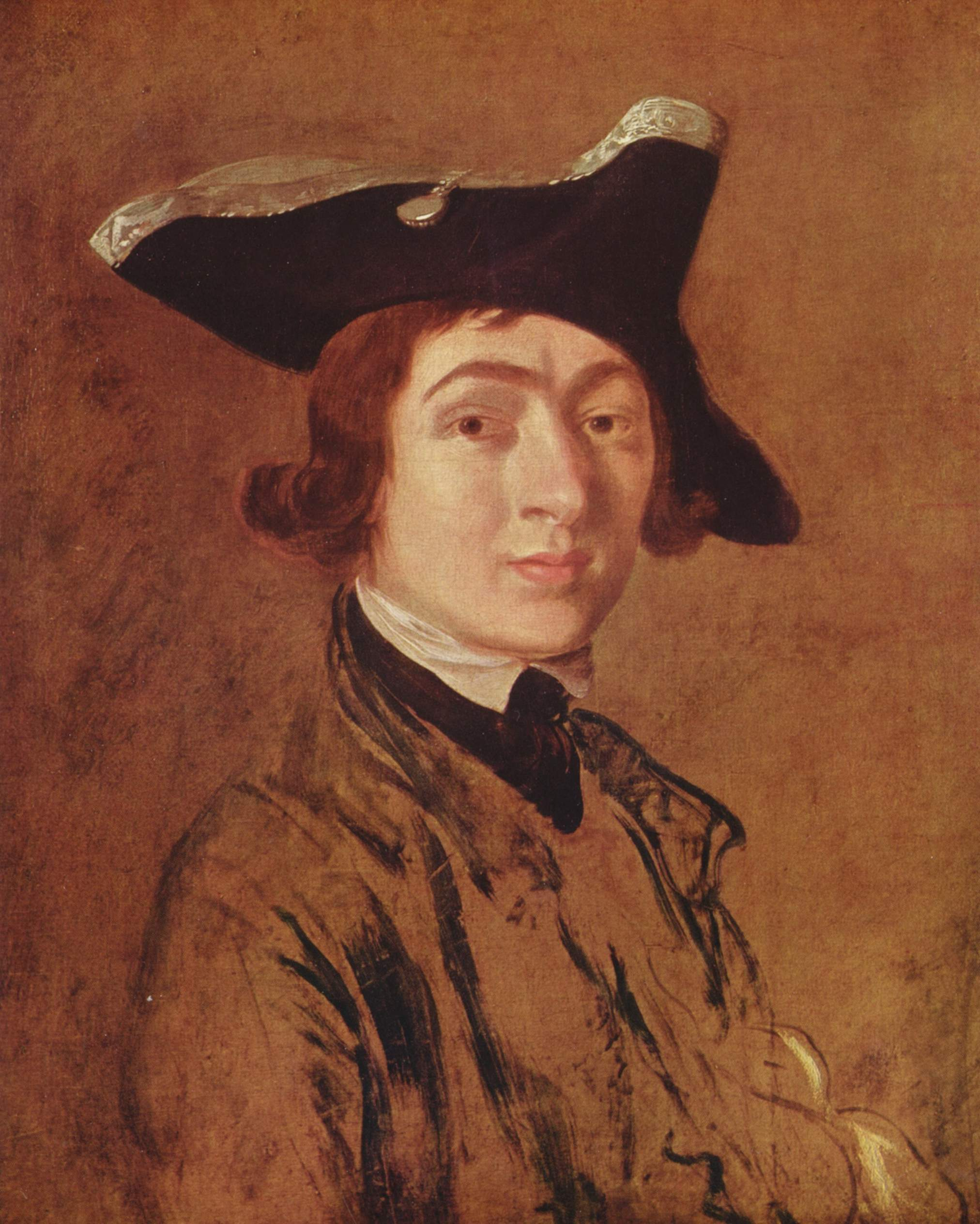
自畫像（1754年）
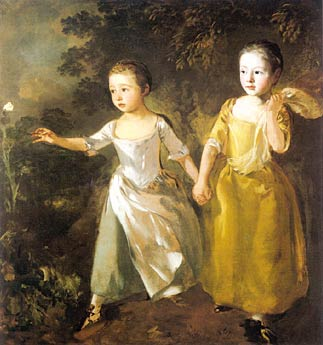
畫家的女兒們追逐蝴蝶（1756年）
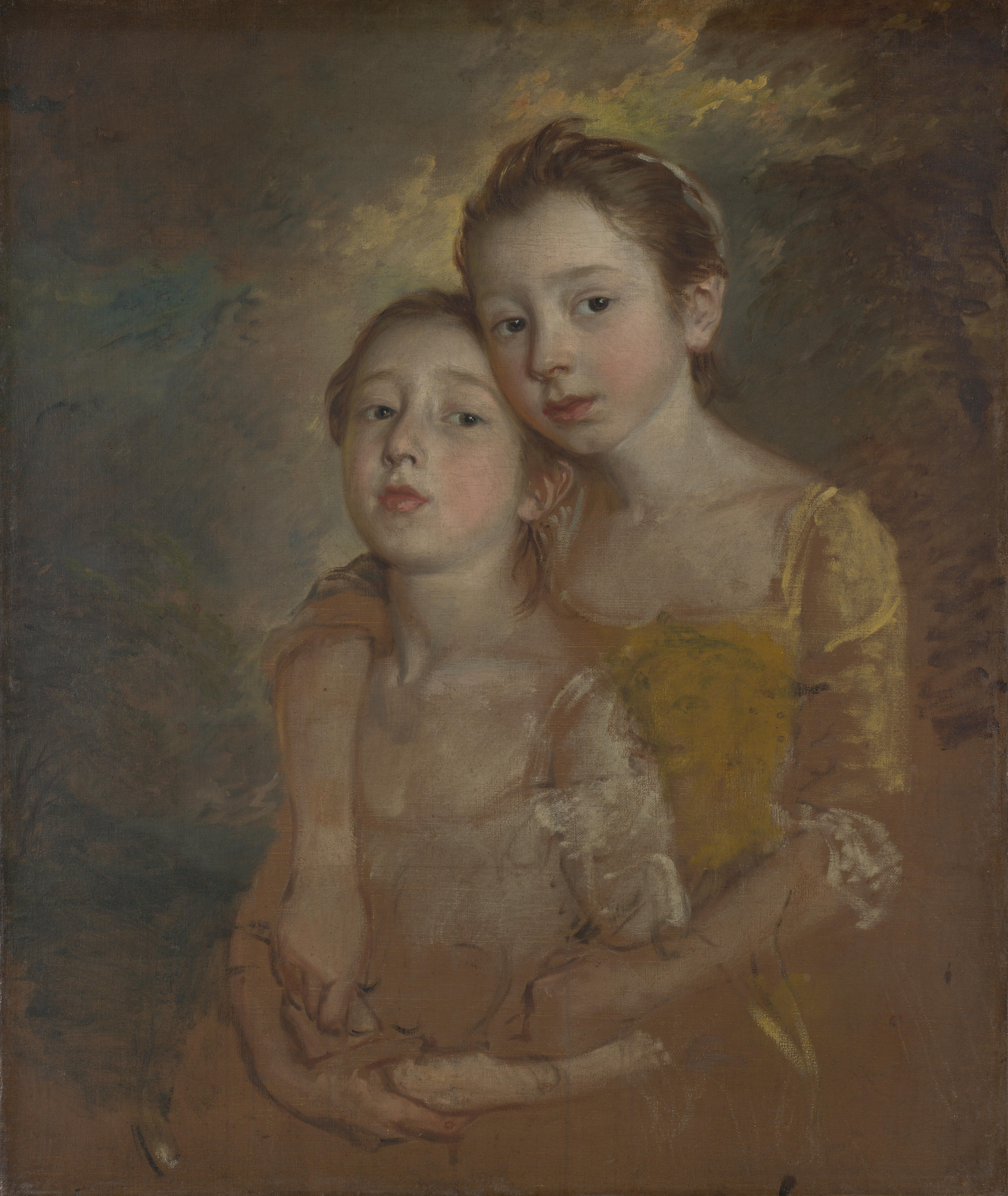
兩個女兒與貓（約1759年）
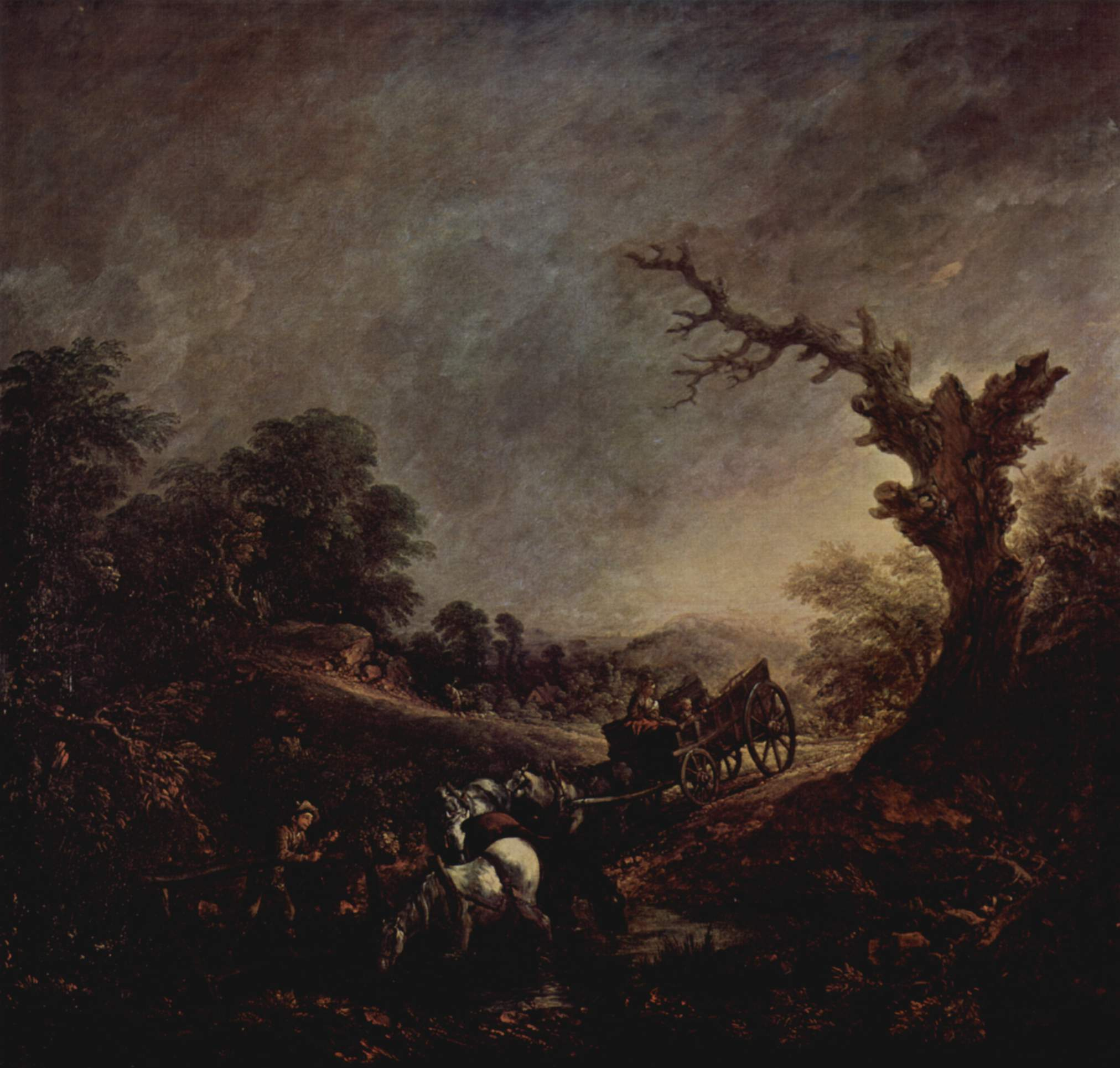
傍晚（1760年）
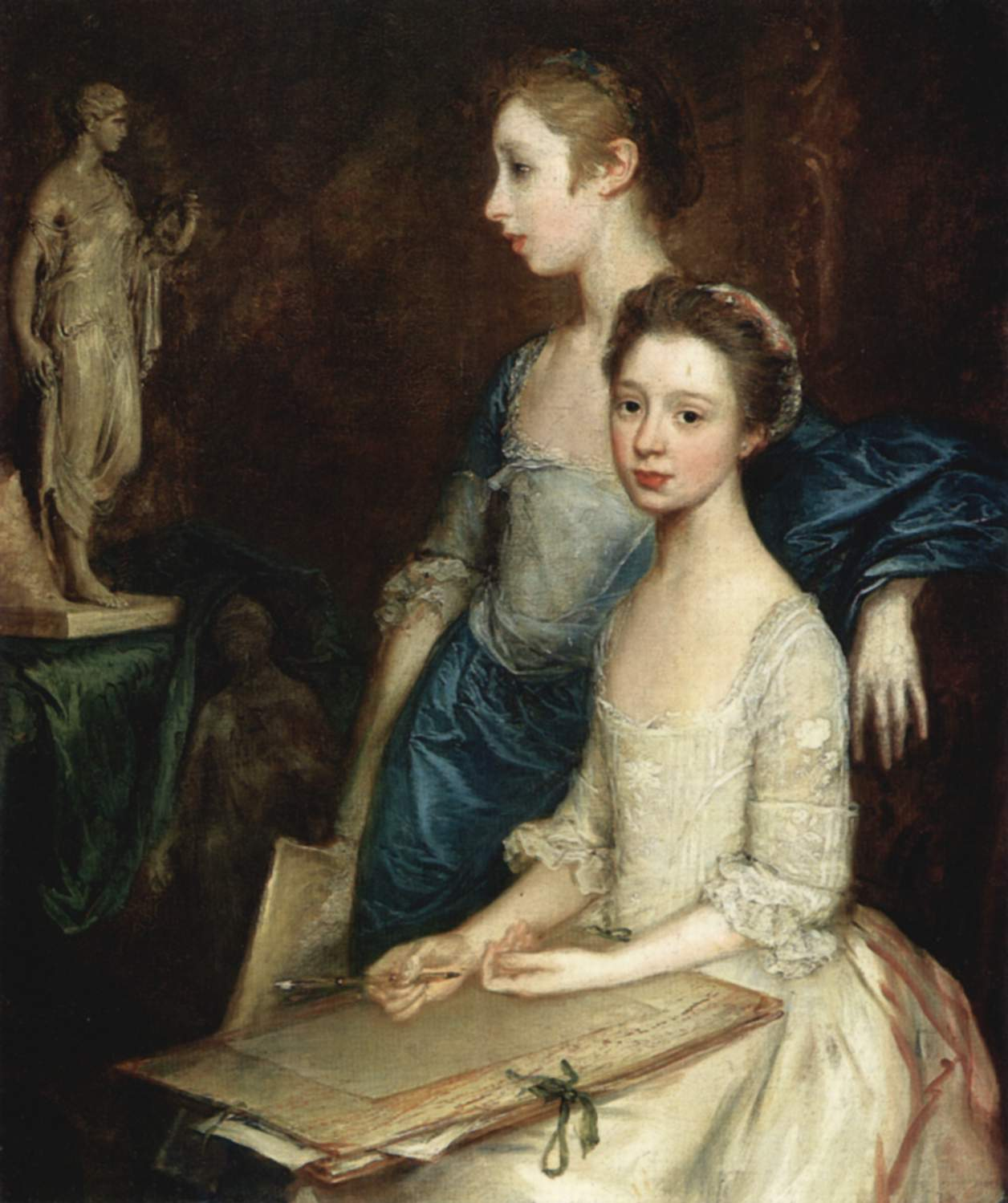
藝術家的女兒，莫莉和佩吉（1760年）
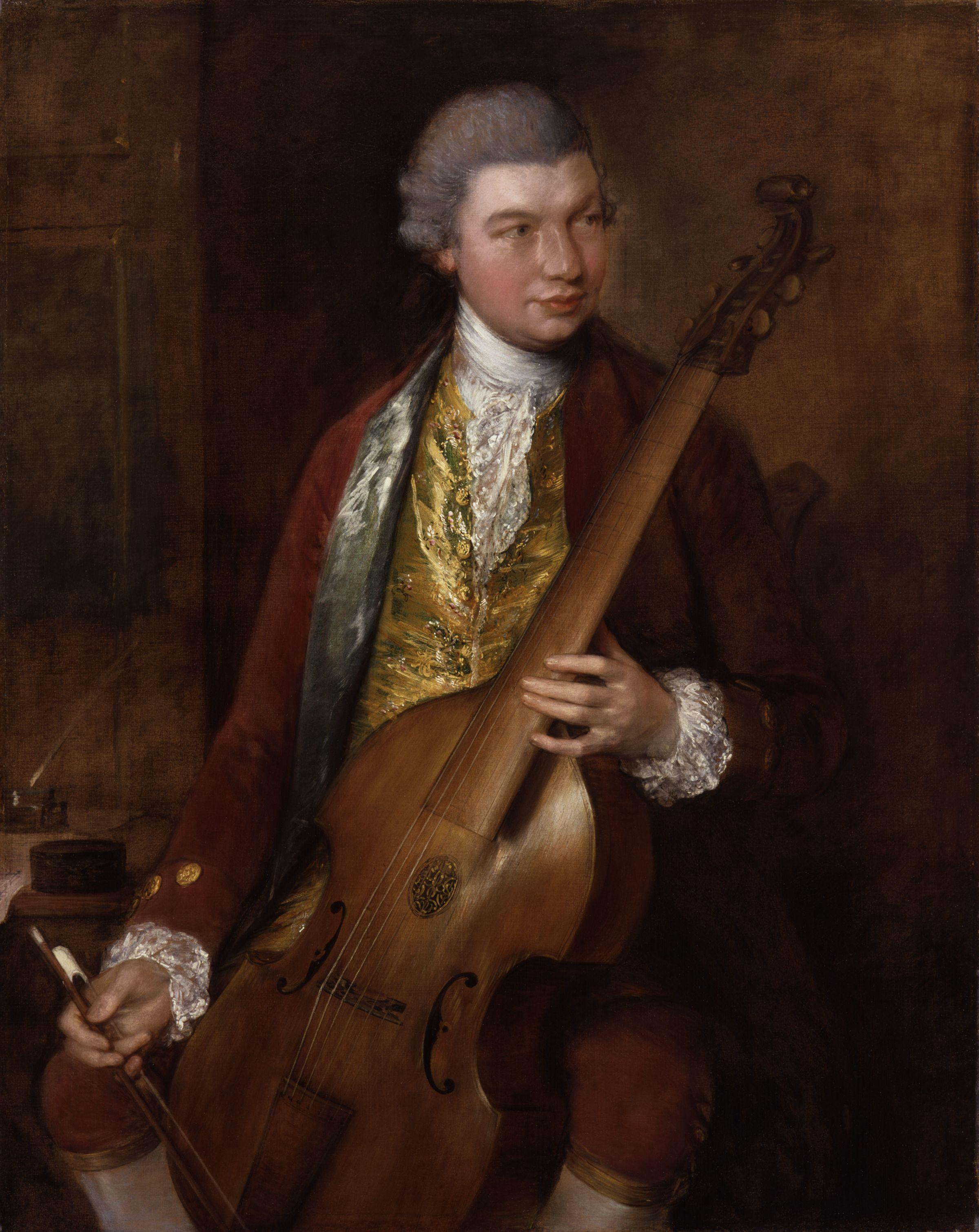
作曲家卡爾·弗里德里希·阿貝爾和他的古大提琴 （約1765年）
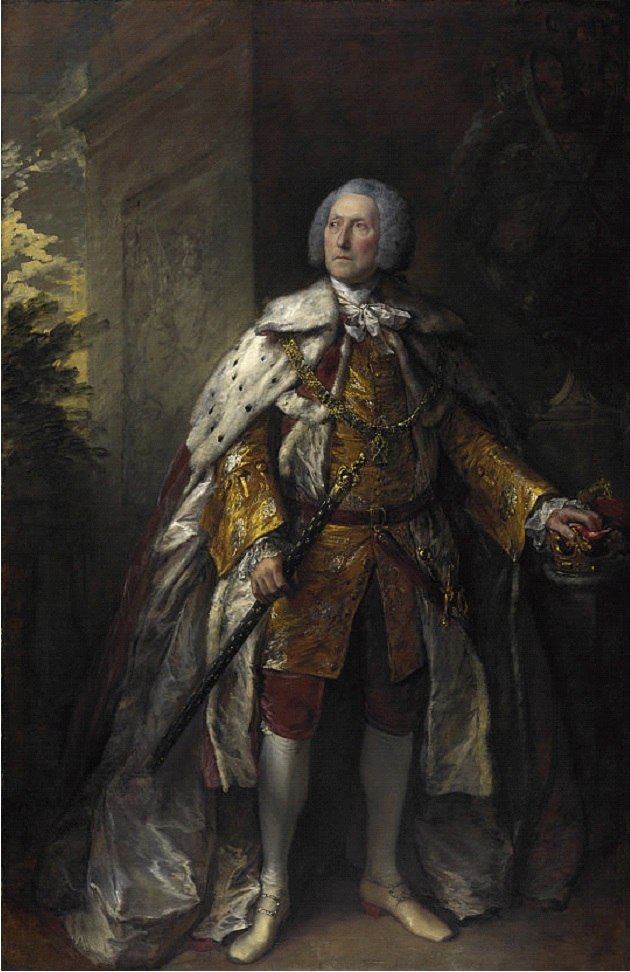
約翰坎貝爾，第四代阿蓋爾公爵（1767年）
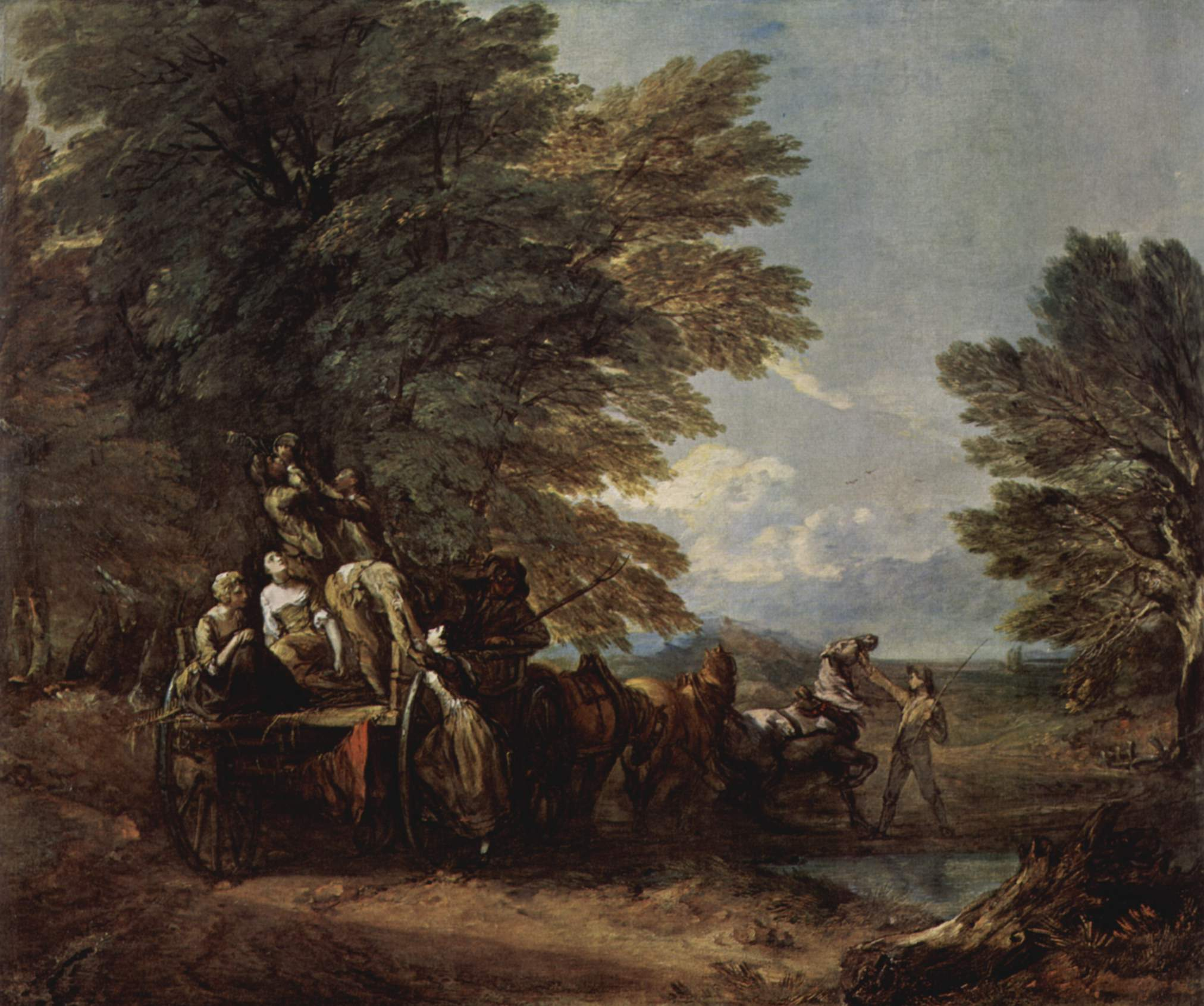
豐收的貨車（1767年）
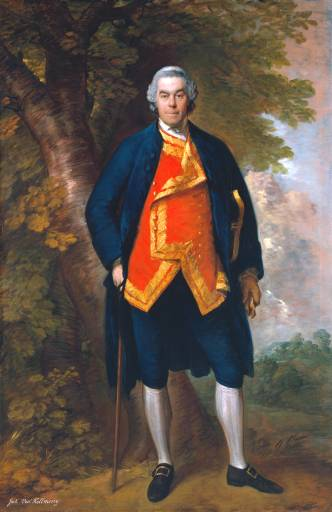
約翰·尼達姆畫像（約1768年），泰特美術館
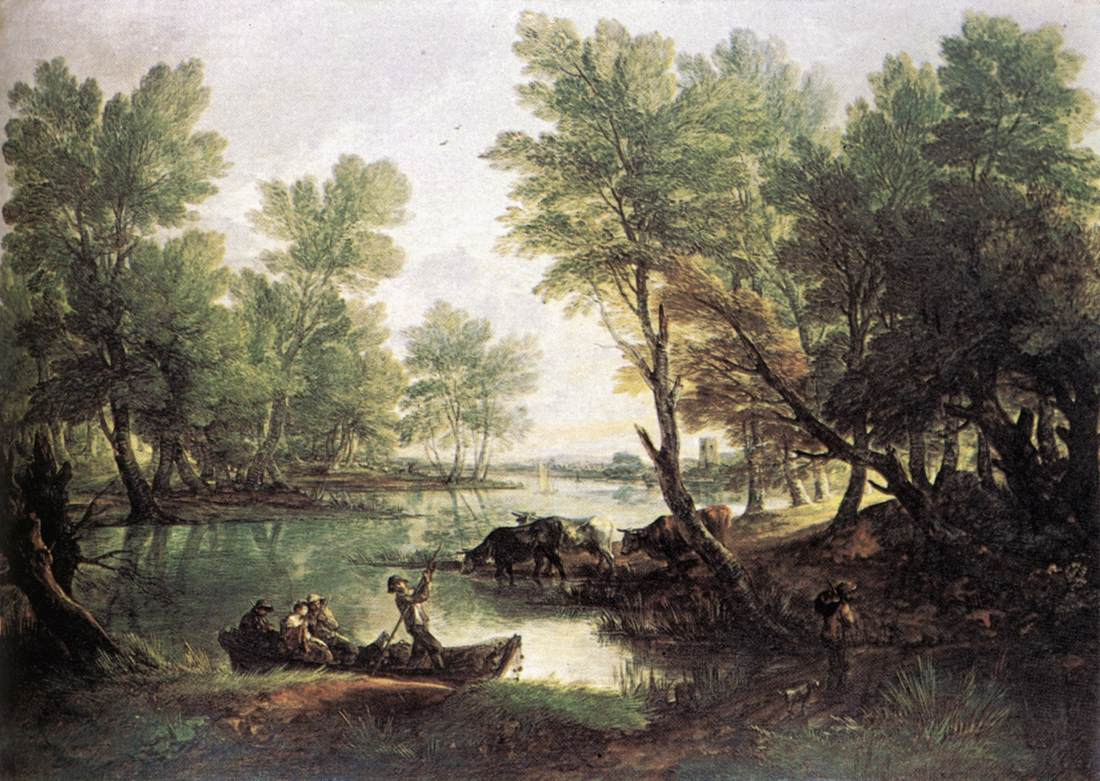
河景（1768年–1770年）
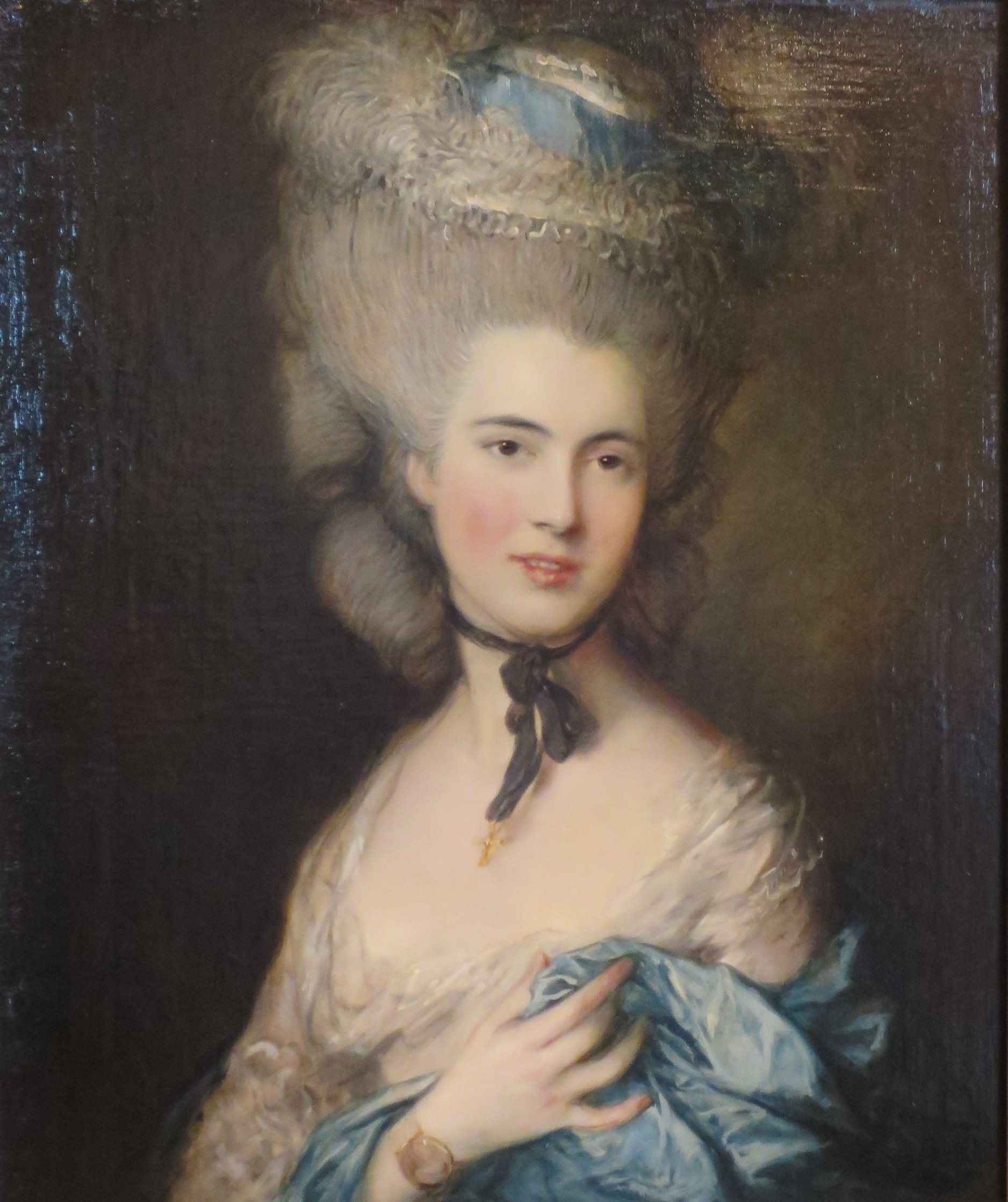
藍衣女子（約1770年），埃爾米塔日博物館
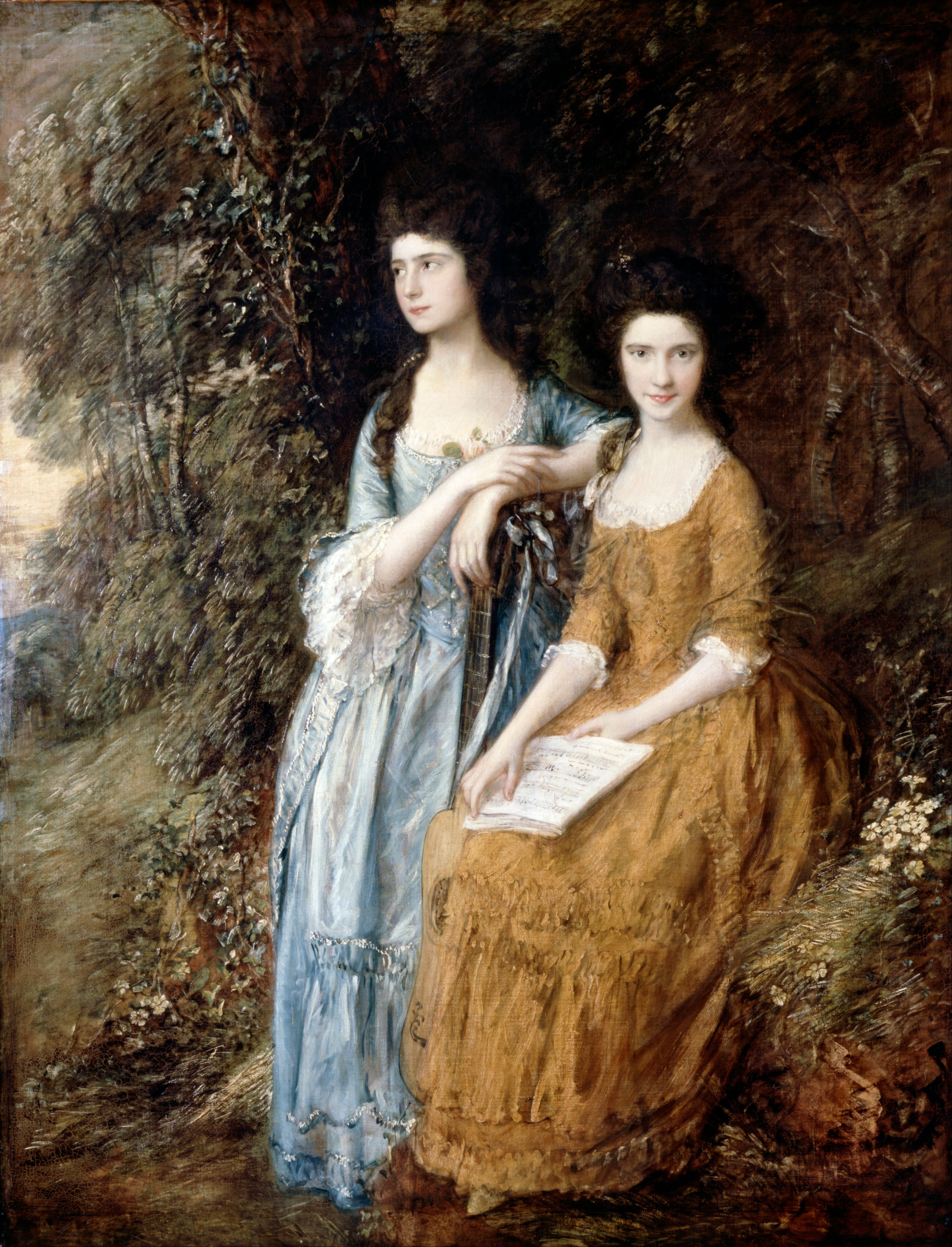
The Linley Sisters（1772年），達利奇圖像美術館
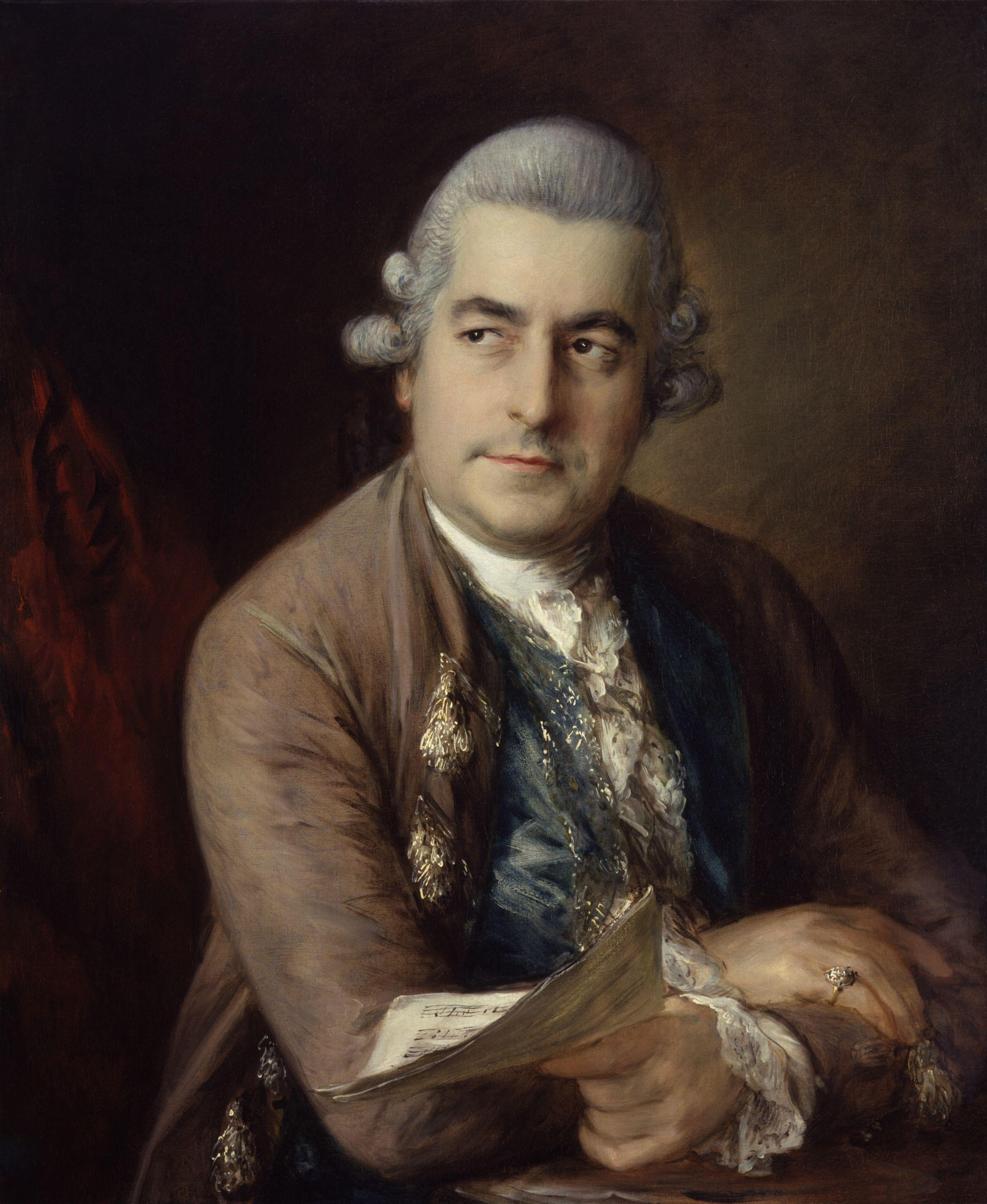
約翰·克里斯蒂安·巴赫（1776年）
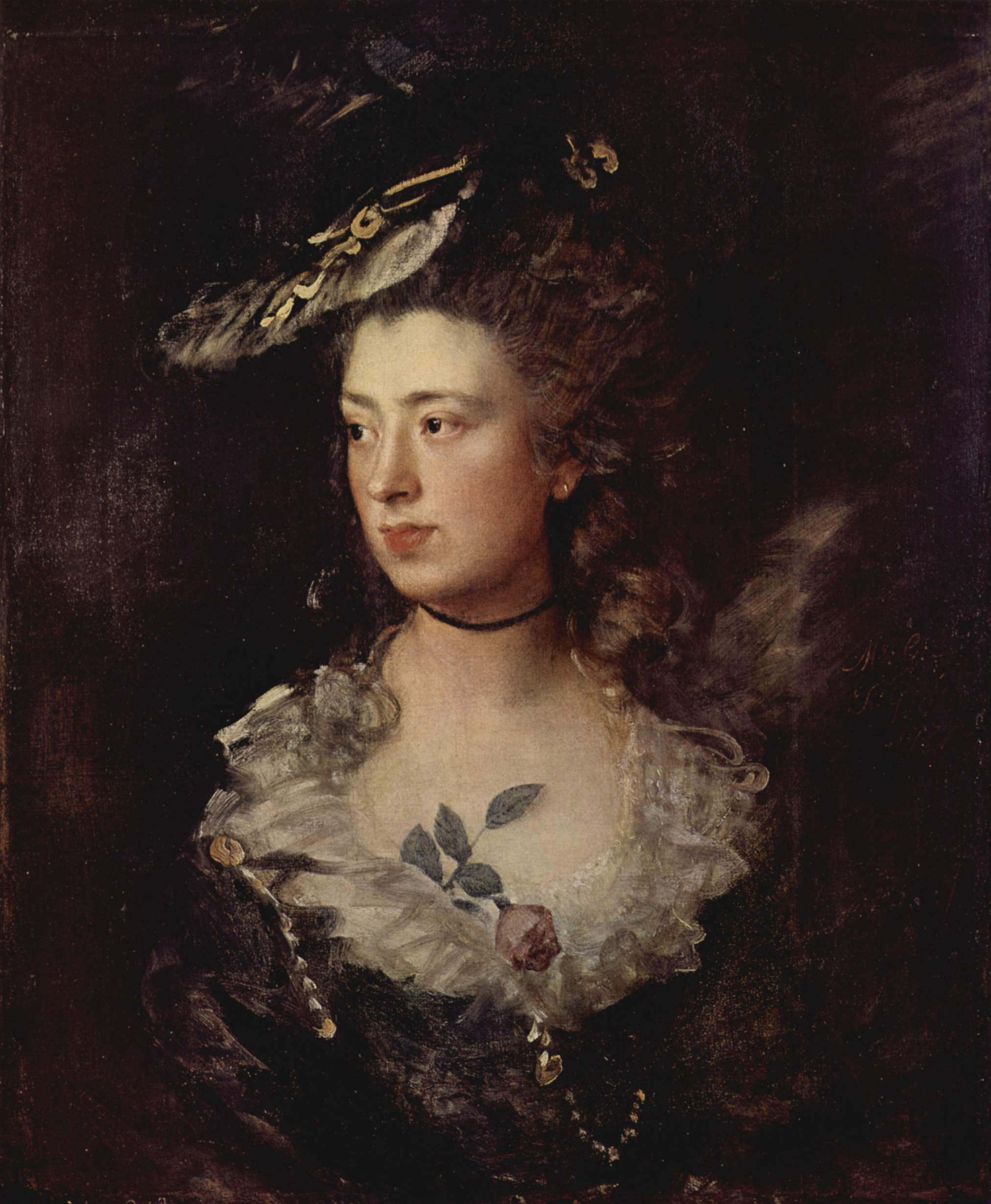
庚斯博羅的女兒瑪麗（1777年）
喬治亞娜·卡文迪什，德文郡公爵夫人（1783年），國家藝廊
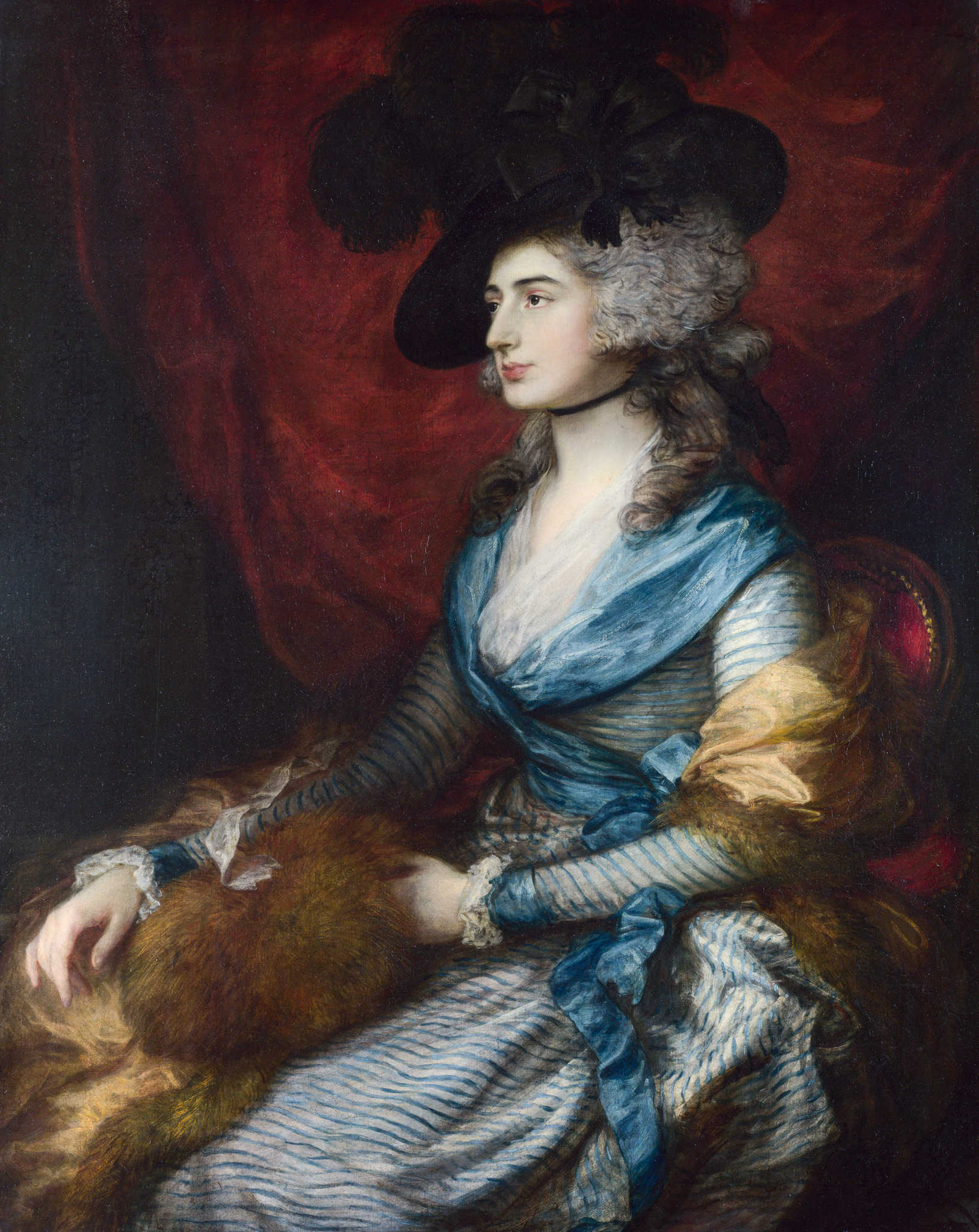
薩拉·西登斯夫人（1785年），國家美術館
理查德·布林斯萊·謝里丹夫人（1785年–1786年），國家藝廊
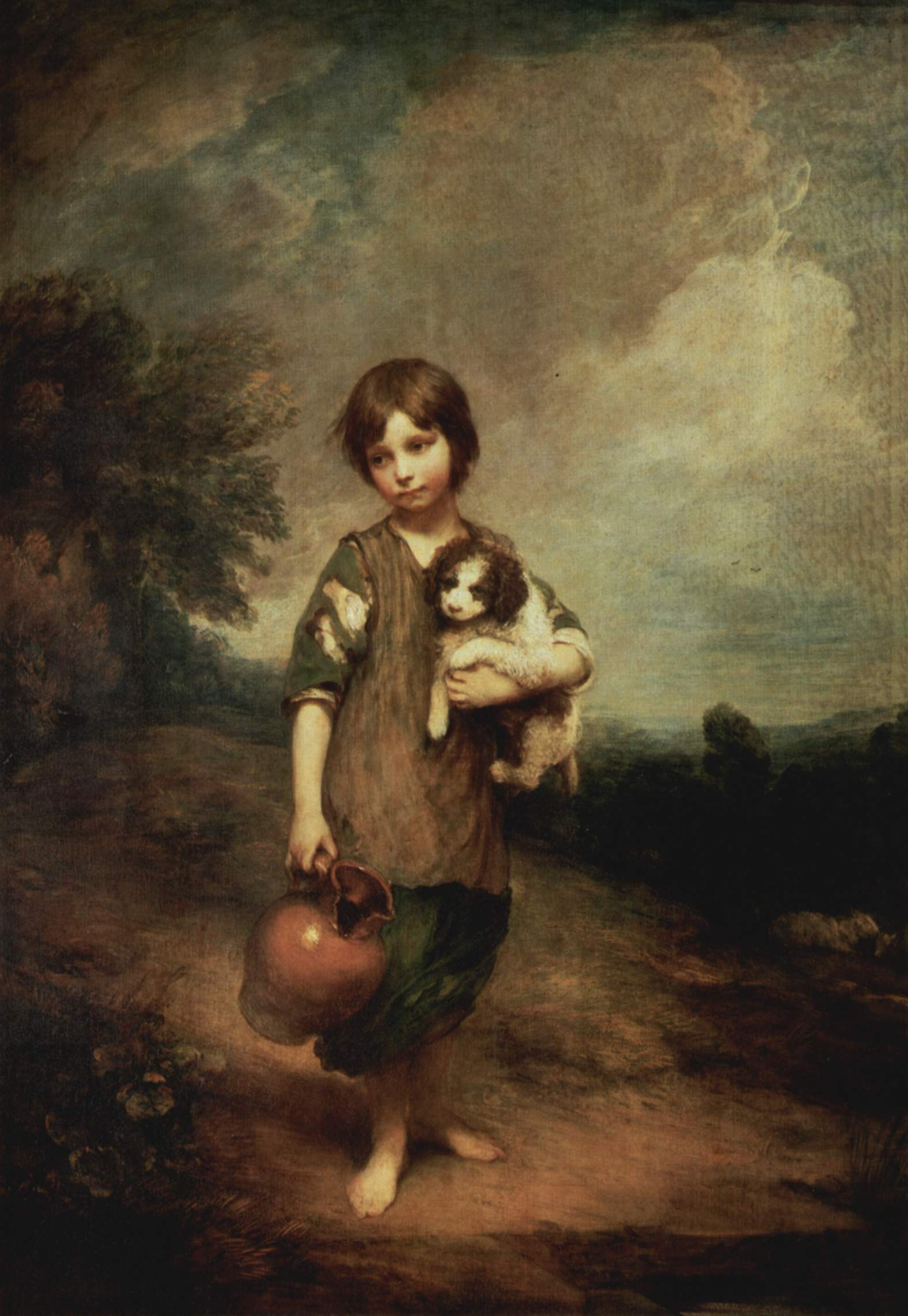
鄉村姑娘和狗與水罐 （1785年）
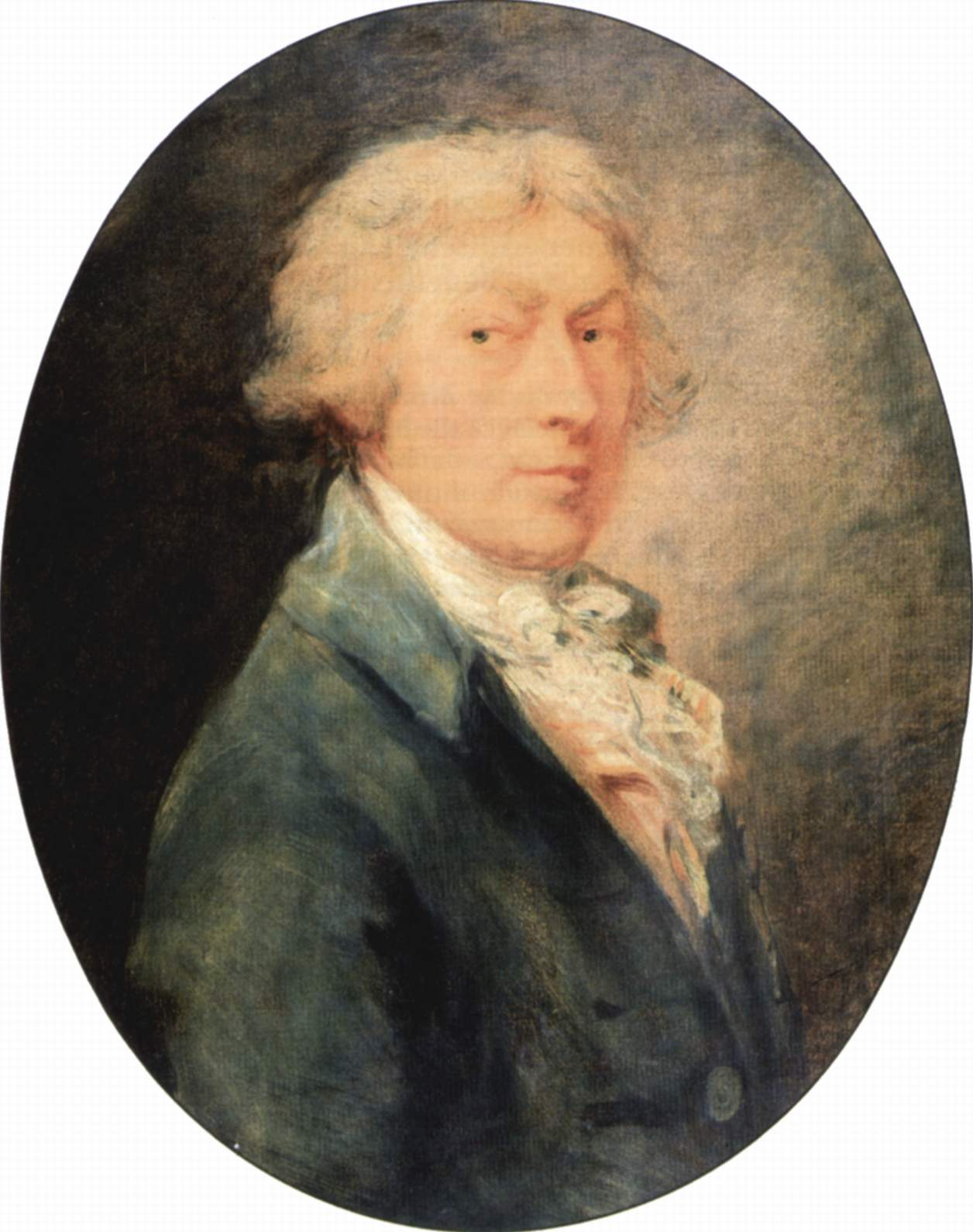
自畫像（1787年）
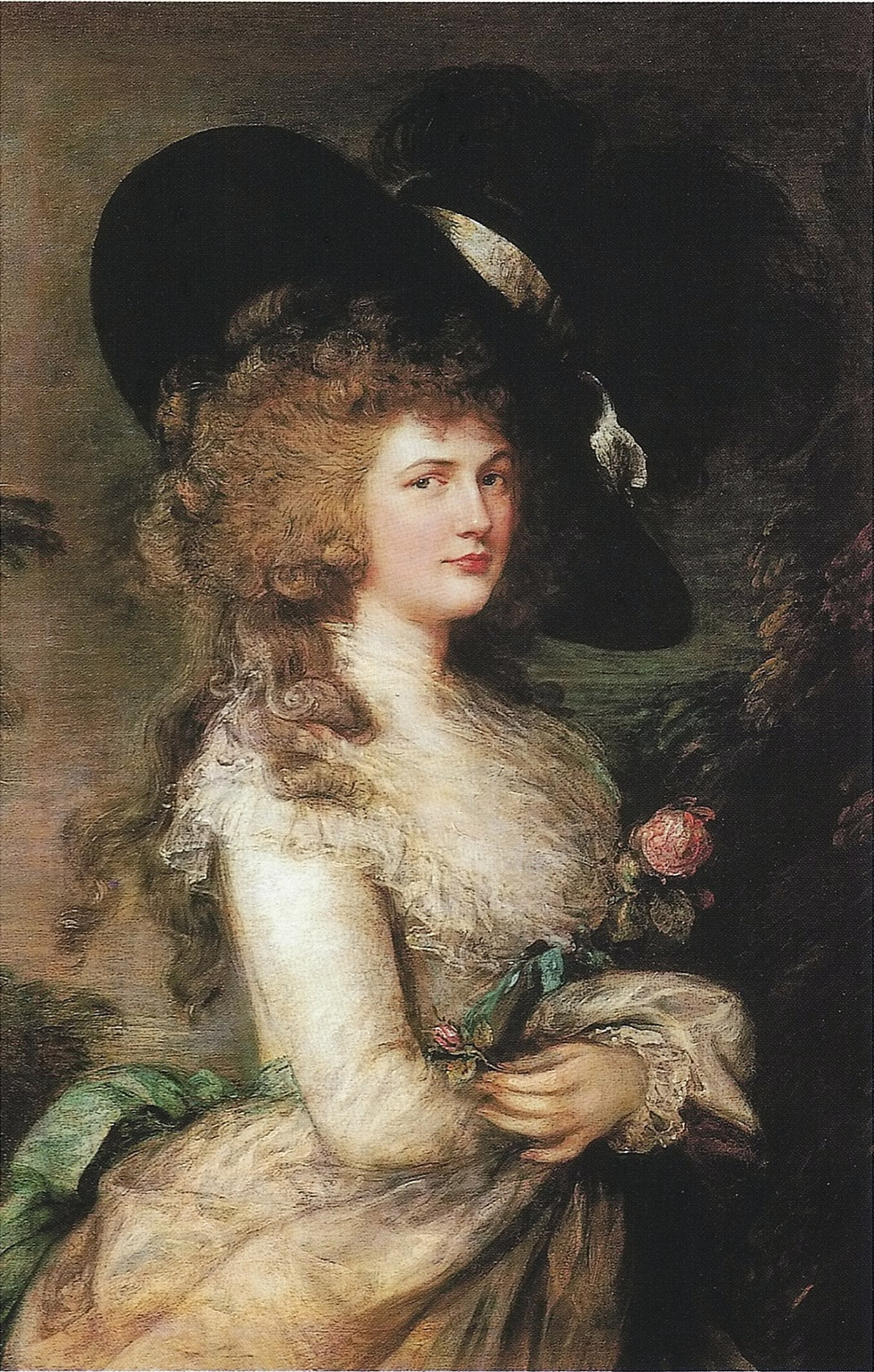
喬治亞娜·卡文迪什，德文郡公爵夫人（1787年）

## 擴展閱讀
- Thomas Gainsborough’s 'Lost' Portrait of Auguste Vestri, Martin Postle
- The Letters of Thomas Gainsborough (Paul Mellon Centre for Studies), John Hayes

## 外部連結
- 巴黎網頁博物館：托馬斯·庚斯博羅 （页面存档备份，存于）
- 維多利亞和阿爾伯特博物館藏品 （页面存档备份，存于）
- 托馬斯·庚斯博羅展覽品目錄 （页面存档备份，存于）